# على الطريق (رواية)
على الطريق هي رواية للكاتب الأمريكي جاك كيروك عام 1957، مبنية على رحلات كيروك وأصدقائه عبر الولايات المتحدة. تُعتبر الرواية عملًا تعريفيًا بجيل البيت التالي للحرب العالمية الثانية وجيل الثقافة المضادة، يعيش أبطالها حياة مفعمة بالجاز والشعر وتعاطي المخدرات.
تحكي الرواية قصصًا حقيقية للعديد من الشخصيات الأساسية لحركة بيت، مثل ويليام بوروز (أولد بول لي)، وآلن غينسبرغ (كارلو ماركس)، ونيل كاسادي (دين موريارتي)، مثلتها شخصيات في الكتاب، من ضمنها كيروك نفسه بشخصية الروائي سال بارادايس.
ظهرت فكرة رواية على الطريق، وهي رواية كيروك الثانية، خلال أواخر أربعينيات القرن العشرين على شكل سلسلة من المذكرات، دُونت لاحقًا على بكرة مستمرة من الورق على مدى ثلاثة أسابيع في أبريل عام 1951. نُشرت الرواية للمرة الأولى بواسطة دار فايكنغ برس للنشر في عام 1957.
عندما صدر الكتاب لأول مرة، أشادت صحيفة نيويورك تايمز بأنه «الأجمل إنجازًا، والأوضح، والأهم مضمونًا من بين الأعمال التي صنعها الجيل الذي سماه كيروك نفسه منذ سنوات جيل «بيت»، والذي كان تجسيدًا لفكرته الأساسية».
اختارت دار موديرن لايبراري للنشر رواية على الطريق عام 1998 على قائمتها في المرتبة 55 بين أفضل مئة رواية إنجليزية في القرن العشرين. واختارتها مجلة تايم واحدةً من أفضل مئة رواية مكتوبة باللغة الإنجليزية بين عامي 1923 و2005.

## الإنتاج والنشر

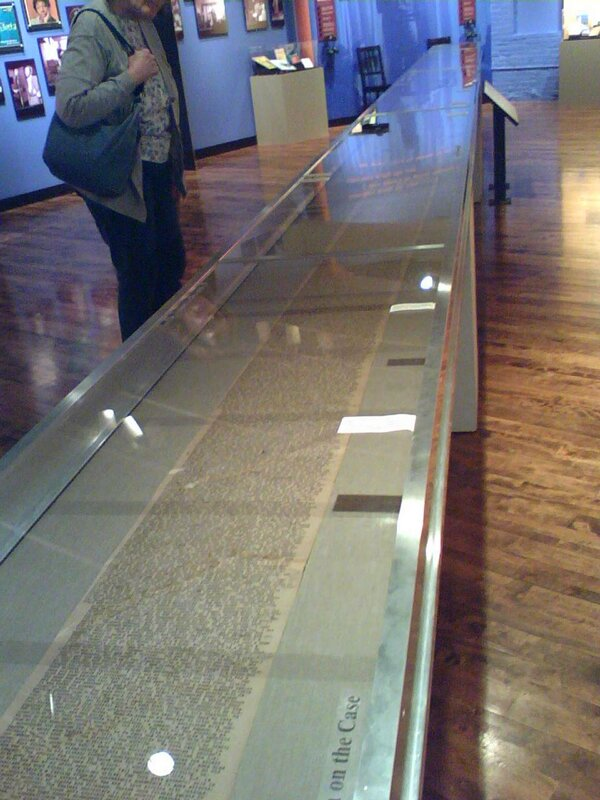
المخطوطة الأصلية (لفيفة طولها 120 قدمًا) لرواية جاك كيروك "على الطريق"، تم تصويرها في 19 أغسطس 2007 في معرض في لوويل، ماساتشوستس.

بعد استبعاد كيروك من جامعة كولومبيا، عمل على متن العديد من المراكب البحرية المختلفة قبل العودة إلى مدينة نيويورك للكتابة. قابل وخالط الشخصيات البارزة في جيل بيت، آلن غينسبرغ وويليام بوروز ونيل كاسادي. بين عامي 1947 و1950، وبينما كان يكتب ما أصبح لاحقًا رواية الريف والمدينة المنشورة عام 1950، انهمك كيروك بمغامرات طريقه التي أصبحت لاحقًا روايته على الطريق.
حمل كيروك دفاتر مذكرات صغيرة، كتب فيها الكثير من النصوص التي تصف المدة الزمنية الزاخرة بالأحداث في أثناء اجتيازه رحلات الطريق الطويلة. بدأ العمل على عدة نسخ أولية من الرواية في بداية عام 1948 بناءً على تجاربه خلال رحلته الطويلة الأولى عام 1947، ورغم ذلك، لم يكن راضيًا عن الرواية.
لخص كيروك «أساسيات كتابة النثر العفوي» عام 1950 بعد أن نال الإلهام من الرسالة المتجولة التي أرسلها صديقه نيل كاسادي والمؤلفة من 10,000 كلمة، وقرر رواية قصة سنواته على طريق السفر مع كاسادي بأسلوب يحاكي كتابة رسالة إلى صديق وبشكل يعكس السلاسة الارتجالية للجاز.
كتب كيروك في رسالته لأحد الطلاب عام 1961 «شرعنا، أنا ودين، في رحلة عبر أمريكا ما بعد وايت مان، لإيجاد الأمريكا التي نتخيلها، وإيجاد الخير المتأصل في الرجل الأمريكي. كانت حقًا قصة عن رجلين كاثوليكيين يجوبان المدينة بحثًا عن الله، وقد وجدناه».
كُتبت النسخة الأولى لما أصبح لاحقًا رواية منشورةً في غضون ثلاثة أسابيع في أبريل عام 1951، وهي الفترة التي عاش فيها كيروك مع جون هافيرتي، زوجته الثانية، في منزلهما الواقع في 454 ويست في الشارع الـ20 في مانهاتن، مدينة نيويورك.
كُتب المخطوط على ما أسماه كيروك «اللفيفة»، وهي لفيفة مستمرة من الورق الشفاف المخطط بطول 120 قدم مقصوصة بحجم معين ومتصلة مع بعضها. كُتب النص على اللفيفة دون فراغات بين الأسطر ودون هوامش أو فواصل بين الفقرات.
أكمل كيروك في السنوات اللاحقة مراجعة هذا المخطوط، يحذف بعض المقاطع (من ضمنها بعض التصويرات الجنسية التي اعتُبرت إباحية في فترة الخمسينيات من القرن العشرين)، ويضيف مقاطع أدبية أصغر. كتب كيروك عددًا من الإضافات التي أعدها لرواية على الطريق بين عامي 1951 و1952، قبل أن يحذفها نهائيًا من اللفيفة، واستخدمها أساسًا لعمل آخر أسماه رؤى كودي بين عامي 1951-1952. دعم مالكوم كولي رواية على الطريق في دار فايكنغ برس للنشر، ونشرتها هذه الدار في عام 1957 بناءً على مراجعات جرت على اللفيفة عام 1951. إلى جانب الاختلافات في التنسيق، كانت الرواية المنشورة أقصر من اللفيفة الأصلية واستخدمت أسماء مستعارة لجميع الشخصيات الرئيسية.

## روابط خارجية
- على الطريق (رواية) على موقع الموسوعة البريطانية (الإنجليزية)